# مقصدهای پروازی اسپن‌ایر
مقصدهای پروازی اسپن‌ایر به شرح زیر است:

## آفریقا
- الجزایر
  - الجزیره - فرودگاه هواری بومدین
  - وهران، الجزایر - فرودگاه اس سینیا وهران
- مصر
  - قاهره - فرودگاه بین‌المللی قاهره
- گینهٔ استوایی
  - مالابو - فرودگاه بین‌المللی مالابو
- لیبی
  - طرابلس - فرودگاه بین‌المللی طرابلس
- مالی
  - باماکو - فرودگاه بین‌المللی باماکو-سانوو
- مراکش
  - ناظور - فرودگاه بین‌المللی ناظور
- سنگال
  - داکار - فرودگاه بین‌المللی لئوپولد سدار سنگور

## آسیا
- اسرائیل
  - تل‌آویو - فرودگاه بین‌المللی بن گوریون

## اروپا
- اتریش
  - وین - فرودگاه بین‌المللی وین
- بلژیک
  - بروکسل - فرودگاه بروکسل
- جمهوری چک
  - پراگ - فرودگاه پراگ رازیون
- کرواسی
  - زاگرب - فرودگاه زاگرب
- دانمارک
  - کپنهاگ - فرودگاه کپنهاگ
- فرانسه
  - لیون - فرودگاه لیون-سینت اگزوپری
  - نیس - فرودگاه نیس کوت دازور
  - پاریس - فرودگاه شارل دوگل پاریس
- آلمان
  - برلین - فرودگاه برلین تگل
  - فرانکفورت - فرودگاه بین‌المللی فرانکفورت
  - مونیخ - فرودگاه مونیخ
  - هامبورگ - فرودگاه هامبورگ
- مجارستان
  - بوداپست-فرودگاه بین‌المللی بوداپست فرنک لیست
- ایرلند
  - دوبلین - فرودگاه دوبلین
- ایتالیا
  - میلان
    - فرودگاه لینیت
    - فرودگاه میلانو مالپنسا

  - ناپل - فرودگاه ناپل
  - تورین - فرودگاه تورین کاسله
  - پالرمو - فرودگاه پالرمو
  - رم - فرودگاه لئوناردو دا وینچی-فیومیچینو
  - ونیز - فرودگاه ونیز مارکو پولو
- هلند
  - آمستردام - فرودگاه اسخیپول آمستردام
- لهستان
  - ورشو - فرودگاه شوپن ورشو
- پرتغال
  - فارو (پرتغال) - فرودگاه فارو
  - لیسبون - فرودگاه لیسبون پورتلا
  - پورتو - فرودگاه فرنسیسکو جسا کارنئیرو
- رومانی
  - بخارست - فرودگاه بین‌المللی هنری کواندا
- روسیه
  - مسکو
    - فرودگاه بین‌المللی دوموده‌دوو
    - فرودگاه بین‌المللی شرمتیوو

  - سن پترزبورگ - فرودگاه پالکوو
- صربستان
  - بلگراد - فرودگاه بلگراد نیکولا تسلا
- اسپانیا
  - آلیکانته - فرودگاه آلیکانته-الچه
  - بارسلون - فرودگاه بارسلونا-ال پرات (قطب)
  - بیلبائو - فرودگاه بیلبائو
  - خیرونا - فرودگاه جیرونا-کاستا براوا
  - ایبیزا، اسپانیا - فرودگاه ایبیزا (اسپانیا)
  - لانزاروته - فرودگاه لانزاروته
  - لاس پالماس - فرودگاه گرن کناریا
  - مادرید - فرودگاه مادرید-باراخاس (شهر مرکزی)
  - ماهون - فرودگاه منورکا
  - مالاگا - فرودگاه مالاگا
  - پالما ده مایورکا - فرودگاه پالما د مایورکا
  - سانتیاگو د کمپوستلا - فرودگاه سانتیاگو د کمپوستلا
  - سویا - فرودگاه سن پابلو
  - تنریف
    - فرودگاه تنریف جنوبی
    - فرودگاه تنریف شمالی

  - والنسیا - فرودگاه والنسیا
  - وایادولید - فرودگاه والادولید
  - ساراگوسا - فرودگاه ساراگوسا
- سوئد
  - استکهلم - فرودگاه استکهلم-آرلاندا
- سوئیس
  - ژنو - فرودگاه بین‌المللی ژنو
  - زوریخ - فرودگاه زوریخ
- ترکیه
  - آنکارا - فرودگاه بین‌المللی اسن‌بوغا
  - استانبول - فرودگاه بین‌المللی آتاترک
- اوکراین
  - کی‌یف - فرودگاه بین‌المللی بوریسپیل
- بریتانیا
  - ادینبرو - فرودگاه ادینبرو
  - لندن
    - فرودگاه گاتویک
    - فرودگاه هیترو لندن

  - منچستر - فرودگاه منچستر